# 아포산숲쥐
아포산숲쥐(Apomys hylocetes)는 쥐과에 속하는 설치류의 일종이다. 필리핀에서만 발견된다.

## 특징
작은 설치류로 꼬리 길이 127~152mm를 제외한 몸길이가 227~260mm이다. 발 길이는 29~34mm, 귀 길이는 18~22mm, 몸무게는 최대 45g이다.

## 생태
육상에서 생활하며 야행성, 박명박모성 동물이다. 땅 위의 씨앗과 무척추동물을 먹이로 먹는다. 한 번에 한 마리의 새끼를 낳는다.

## 분포 및 서식지
필리핀 민다나오섬 중앙부에 널리 분포한다. 해발 1,900m의 일차림 산지림과 해발 2,250~2,800m의 이끼숲에서 서식한다.